# Eriachne minuta
Eriachne minuta är en gräsart som beskrevs av Michael Lazarides. Eriachne minuta ingår i släktet Eriachne och familjen gräs. Inga underarter finns listade i Catalogue of Life.